# 21399 Bateman
21399 Bateman è un asteroide della fascia principale. Scoperto nel 1998, presenta un'orbita caratterizzata da un semiasse maggiore pari a 2,2628849 UA e da un'eccentricità di 0,0555516, inclinata di 5,78264° rispetto all'eclittica.